# 국민위병국
국민위병국(National Guard Bureau; NGB)은 미국 국민위병을 관리하는 연방행정기관이다. 미국 의회가 1903년 민병법을 만들어서 육군부와 공군부의 공동산하기관으로 만들어졌다.  